# Marussia MR01
A Marussia MR01 egy Formula–1-es versenyautó, melyet a Marussia F1 Team versenyeztetett a 2012-es Formula–1 világbajnokság során. Pilótái Timo Glock és Charles Pic voltak.

## Áttekintés
Elődeivel ellentétben az MR01-es már nem kizárólag számítógépes (CFD) tervezéssel készült, hanem azt kombinálták a hagyományos, szélcsatornás megoldással. A fejlesztés csúszásai miatt úgy tervezték, hogy a márciusi harmadik tesztre lehetnek készen az autóval, azonban azon nem vehettek részt, mert a kasztni nem ment át a kötelező törésteszten.
2012-ben ez volt a mezőny egyetlen autója, amelyben nem volt kinetikus energia-visszanyelő rendszer (KERS) - legalábbis eleinte ez volt a közvélekedés, mert a HRT csapat később ismerte el, hogy az övékben sincs. Ugyancsak egyedi volt az orrkiképzés terén, a McLaren és a HRT autói mellett a Marussia orrán sem volt látható lépcső, így a kevéssé esztétikus kacsacsőr sem kapott rajta helyet. A brit nagydíjtól ennek az orrnak a mérete is megnövekedett.

## A szezon
Tesztelési lehetőség hiányában maga az ausztrál nagydíj volt a csapat számára a teszt, Az időmérő edzésen mégsem az utolsó helyekről indulhattak, mert a két HRT nem tudta megfutni a 107 százalékos időt, Sergio Pérez büntetése miatt pedig előrébb sorolódtak. Az év során a pontszerzésre nem voltak esélyesek, viszont a szingapúri nagydíjon Glock 12. helyet ért el, amivel megelőzték a Caterhamet a pontversenyben. Mivel azonban a brazil nagydíjon Petrov révén a rivális csapat 11. helyet szerzett, így ebben az idényben sem tudtak előrelépni a bajnoki utolsó előtti helyről.
Egy szörnyű baleset is beárnyékolta a csapat 2012-es évét. A Marussia tesztpilótája, Maria de Villota a duxfordi légibázison tesztelte az MR01-est, amikor váratlanul nekiütközött a csapatszállító kamion lenyitott hátsó rámpájának. A soron következő brit nagydíjra érkező, egyenesbeli tempónövelő aerodinamikai fejlesztéseket próbálta éppen ki, amikor a tragédia megtörtént. A baleset következtében de Villota elvesztette a jobb szemét, majd egy évvel később az esettel összefüggő komplikációk miatt elhunyt.

## Eredmények
| Év   | Csapat           | Motor           | Gumik | Pilóták     | 1   | 2   | 3   | 4   | 5   | 6   | 7   | 8   | 9   | 10  | 11  | 12  | 13  | 14  | 15  | 16  | 17  | 18  | 19  | 20  | Pontok | Helyezés |
| ---- | ---------------- | --------------- | ----- | ----------- | --- | --- | --- | --- | --- | --- | --- | --- | --- | --- | --- | --- | --- | --- | --- | --- | --- | --- | --- | --- | ------ | -------- |
| 2012 | Marussia F1 Team | Cosworth CA2012 | P     |             | AUS | MAL | CHN | BHR | ESP | MON | CAN | EUR | GBR | GER | HUN | BEL | ITA | SIN | JPN | KOR | IND | ABU | USA | BRA | 0      | 11.      |
| 2012 | Marussia F1 Team | Cosworth CA2012 | P     | Timo Glock  | 14  | 17  | 19  | 19  | 18  | 14  | KI  | NI  | 18  | 22  | 21  | 15  | 17  | 12  | 16  | 18  | 20  | 14  | 19  | 16  | 0      | 11.      |
| 2012 | Marussia F1 Team | Cosworth CA2012 | P     | Charles Pic | 15† | 20  | 20  | KI  | KI  | KI  | 20  | 15  | 19  | 20  | 20  | 16  | 16  | 16  | KI  | 19  | 19  | KI  | 20  | 12  | 0      | 11.      |

† - nem fejezte be a futamot, de rangsorolták, mert teljesítette a versenytáv 90 százalékát.